# Julio Lugo
Julio Cesar Lugo (Barahona, 16 de novembro de 1975 – São Domingos, 15 de novembro de 2021) foi um  beisebolista dominicano que atuou como interbases. É irmão mais velho do arremessador Ruddy Lugo.
Atuou por três temporadas (2007–09) no Boston Red Sox, com o qual conquistou o World Series de 2007.

## Morte
Lugo morreu em 15 de novembro de 2021, aos 45 anos de idade, em um hospital de Santo Domingo.